# Aïn Oulmène
 (septembre 2009).
Si vous disposez d'ouvrages ou d'articles de référence ou si vous connaissez des sites web de qualité traitant du thème abordé ici, merci de compléter l'article en donnant les références utiles à sa vérifiabilité et en les liant à la section « Notes et références ».
Aïn Oulmène (en arabe : عين ولمان), Colbert durant la période coloniale française -  est une ville algérienne située à 30 kilomètres au sud-ouest de la ville de Sétif.

## Géographie
Chef-lieu de la daïra et de la commune du même nom, Aïn Oulmène est traversée par la RN 28 à 30 km au sud-ouest de Sétif.
Située à une altitude de 950 m, elle ferme les hautes plaines fertiles du sud de Sétif et est adossée, à l'Ouest, aux monts du Hodna. Son relief est en général plat dans sa partie Est, alors que sa partie Ouest est occupée par de petites montagnes dont la plus élevée est le djebel Osmane qui culmine à 1 100 mètres.
La commune compte 73 831 habitants au dernier recensement de 2008.

## Histoire

### Préhistoire
La région de Ain Oulmene a été habitée dès le Capsien supérieur (6000 à 4000 av. J.-C.), témoins les escargotières découvertes par Gabriel Camps dans la région.

### Antiquité
La région de Aïn Oulmène était connue depuis l'Antiquité car ses plaines dépendaient de la Maurétanie césarienne et non de la Maurétanie Sétifienne.
Selon Stéphane Gsell qui a entrepris des fouilles dans la région au début du XXe siècle, les plaines au sud de la colonie de Sétif fondée par Nerva (vers 96-98), ont été occupées par les Romains jusqu’à Zarai (Zraïa) dès le règne d’Hadrien (117-138). Elles formaient à cette époque un territoire exclusivement militaire et fiscal : la sécurité était assurée par une cohorte stationnée à Zraïa (soit la 1re Flavia Equilata, soit la 6e Commagenorum), et la mise en valeur était assurée par son incorporation en bloc au domaine impérial.
L'emplacement de la ville de Aïn Oulmène, adossé à la colline Béïra, a constitué pendant des siècles une nécropole, d'abord romaine puis byzantine.
La population de Aïn Oulmène est constituée de berbères appartenant aux grandes tribus des Zénètes.

### Époque musulmane
Au VIIIe siècle, Le conquérant arabe Oqba Ibn Nafi al-Fihri installe une garnison dans la région.

### Époque coloniale française
De 1880 à 1958, la ville est le chef-lieu de la commune mixte des Rirha (prononcer « ryɣa »). Le nom d'Aïn Oulmène apparaît pour la première fois en 1887 sur un document administratif relatif à la création du centre de colonisation de Colbert. Il désignait un lieu-dit autour d'une source aujourd'hui disparue qui se trouvait au nord-ouest de la ville et plus connue sous le nom d Aïn Gasria. 
La ville devient chef-lieu de la commune de plein exercice de Colbert de 1935 à 1962. Le nom d'Aïn Oulmène réapparaît en 1962 à l'indépendance de l'Algérie en remplacement de celui de Colbert.

## Toponymie

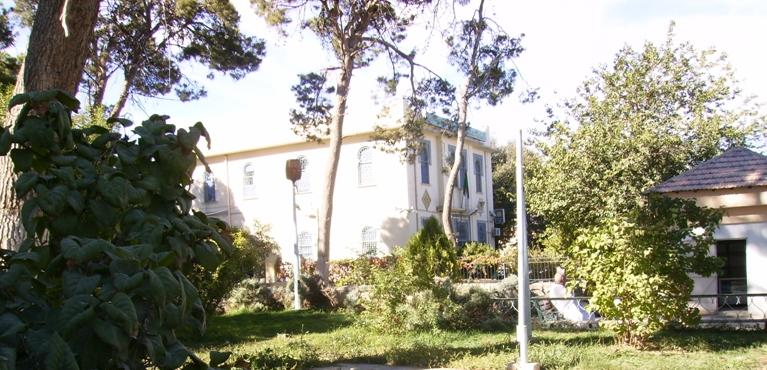
Ancienne mairie d'Aïn Oulmène

Le lieu tire son nom de l'arabe aïn (« source »), et du berbère oulmane (« fils à tisser »). Le nom complet de la localité signifie ainsi « la source des fils à tisser ».
Le nom pourrait aussi signifier « fontaine des ormes », car selon Arthur Pellegrin, « oulmen » serait le pluriel de « oulmou » qui signifie « orme » en berbère et qui viendrait lui-même du latin « ulmus ». La racine « oulme » a été à l'origine de plusieurs toponymes, notamment Oulmès au Maroc, l'Houmeau et  l'Houme en France. Cette théorie est d'autant plus plausible qu'à proximité de cette source, aujourd'hui disparue, il existe toujours deux ormes centenaires de l'espèce ulmus minor (orme champêtre).

## Économie
Aïn Oulmène est située dans une région à vocation agricole. On y cultivait des céréales et des légumes mais après la sécheresse dans les années 1990, la région s'est orientée vers la culture du tabac, l'élevage du bétail et de la volaille.
En matière industrielle, la commune de Aïn Oulmene compte une grande zone d'activités où se pratiquent des activités de transformation de plastique, de marbre, de montage d'appareils électronique  ainsi que des entrepôts de stockage. La ville compte également des unités industrielles importantes comme une usine de fabrication de transformateurs électriques de puissance appartenant à la compagnie saoudienne UTEC (United Technology Electric Compagny), une usine de fabrication de pylônes électriques appartenant au groupe public BATICIM, ainsi qu'une unité de fabrication de menuiserie de bâtiments du groupe public MHP.
Pour ce qui est de l'activité commerciale, la commune est connue pour un être le pivot national du commerce des épices puisqu'il y existe des dizaines d'importateurs et de commerçants en épices[réf. nécessaire].

## Vie quotidienne

### Sports
La ville compte un club de football local : le ESAO (ex ESC) fondée en 1927 portant les couleurs bleu et blanc. Elle compte aussi un club de boxe et un club de handball qui a participé à des compétitions internationales.

## Personnalités liées à la commune
- Jean-Baptiste Matteï (Corte, 1898 - Bastia, 1980), médecin. Il s’installe en Algérie en 1927 et devient le premier maire (socialiste) de Colbert de 1928 à 1937 avant de partir pour la Nouvelle-Calédonie en 1938. Il adhère à la France libre en 1940. Il est nommé Résident général de l’archipel de Wallis-et-Futuna de 1942 à 1945 puis Directeur départemental de la Santé à Alger en 1947, fonction qu'il occupera jusqu'à 1965 ;
- Djamila Debèche (Colbert, 1926 - Paris, 10 août 2010), journaliste, pionnière de la littérature algérienne féminine de langue française. Auteur du roman Leïla, jeune fille d'Algérie publié en 1947 ;
- Nourredine Aba (Colbert, 16 février 1921 - Paris, 19 septembre 1996), poète, conteur, dramaturge, créateur en 1991 de la fondation Aba décernant des prix aux meilleurs écrivains de l'année ;
- Torkia Dahmoune-Ould Daddah (Colbert, 19 août 1934), écrivaine, maquisarde durant la Guerre d'Algérie, emprisonnée par l'armée française puis libérée grâce à l'intervention de Germaine Tillion[6], installée en France avant d'épouser un haut fonctionnaire mauritanien et de partir en 1969 pour la Mauritanie où elle a été directrice de l'École nationale d'administration mauritanienne et secrétaire générale du ministère des Affaires étrangères mauritanien ;
- Abdelwahab Hammoudi (Colbert, 1955), cinéaste, romancier et essayiste ;
- Azzedine Djellaoudji, poète et romancier de langue arabe, lauréat du prix "Katara" 2022 du roman arabe pour son roman «L’étreinte des vipères»  ;
- Sofiane Mokhenache, romancier de langue arabe auteur du roman "لا يترك في متناول الأطفال" ;
- Bassem Debbabi, docteur ingénieur en Informatique de l'université de Grenoble[7] ;
- Abdallah Bouguettoucha, professeur en Génie chimique à l'université Ferhat Abbes - SETIF1. Collabore à plusieurs revues scientifiques internationales dont Editorial Board Members in European Journal of advances in engineering and Technology [8];
- Rachid Sekak, ex PDG de HSBC Algérie.